# Tentative de coup d'État de 1967 en Grèce
Le coup d'État grec du 13 décembre 1967 est une tentative de putsch organisée par le roi Constantin II de Grèce afin de mettre un terme à la dictature des colonels, mise en place après le coup d'État grec du 21 avril 1967. Mal préparé, ce coup de force est un échec qui aboutit à l'exil de la famille royale de Grèce, remplacée sur le trône par une régence jusqu'en 1973.